# Janna Baerends
Janna Baerends (Laag-Keppel) is een Nederlands singer-songwriter. In 2025 won ze het eerste seizoen van het SBS6-programma Talent Unplugged.

## Biografie
Baerends ging naar school aan het Ulenhofcollege, waar ze deel uitmaakte van de jaarlijkse theateruitvoeringen. Ook mocht ze optreden tijdens het jubileum van theater BAC in het DeLaMar theater. Baerends nam ook deel aan Amphion Open, waar ze de persprijs won.
In 2025 nam Baerends deel aan het SBS6-programma Talent Unplugged, waarin werd gezocht naar het grootste akoestische talent van Nederland. Onder begeleiding van Douwe Bob wist ze de talentenjacht te winnen. Met haar vertolking van het nummer She van Charles Aznavour in de finale wist de vakjury voldoende te overtuigen. Baerends mocht door haar winst optreden in AFAS Live en Koninklijk Theater Carré. Ook bracht ze haar debuutsingle She Knows Me Now (Silent Song) uit. Met dit nummer trad ze op bij het praatprogramma Eva en Radio 538.
Op 28 juni 2025 trad Baerends op tijdens Concert at Sea. Minder dan een maand later stond ze ook op Zwarte Cross in Lichtenvoorde.

## Discografie

### Singles
| Lied                           | Verschijnen | Album | Hitlijsten | Hitlijsten | Hitlijsten  | Hitlijsten  | Hitlijsten   | Hitlijsten   | Opmerkingen |
| Lied                           | Verschijnen | Album | BE (VL)    | BE (VL)    | NL (Top 40) | NL (Top 40) | NL (Top 100) | NL (Top 100) | Opmerkingen |
| Lied                           | Verschijnen | Album | Piek       | Weken      | Piek        | Weken       | Piek         | Weken        | Opmerkingen |
| ------------------------------ | ----------- | ----- | ---------- | ---------- | ----------- | ----------- | ------------ | ------------ | ----------- |
| She Knows Me Now (Silent Song) | 11 mei 2025 | —     | —          | —          | —           | —           | —            | —            | —           |